# (15945) Raymondavid
(15945) Raymondavid (1998 AZ5) – planetoida z pasa głównego asteroid okrążająca Słońce w ciągu 5,61 lat w średniej odległości 3,16 j.a. Odkryta 8 stycznia 1998 roku.